# Памплона (Колумбия)
Па̀мплона (на испански: Pamplona) е град в Колумбия. Разположен е в северната част на страната, в планината Кордилера Континентал, близо до границата с Венецуела в департамент Норте де Сантандер. Основан е на 1 ноември 1549 г. Намира се на 75 km южно от департаментния център Кукута. Селскостопански център. Хранително-вкусова промишленост. Отглеждане на картофи, ягоди, пшеница, царевица и фасул. Население 62 785 жители от преброяването през 2005 г.